# Tiền kỹ thuật số

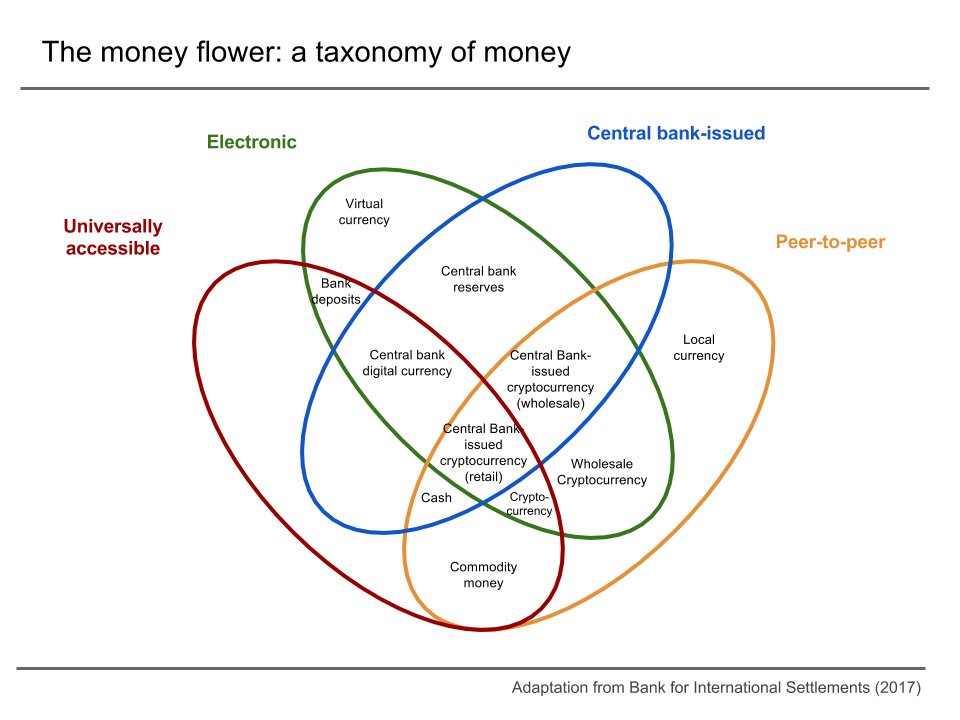
Phân loại tiền, dựa trên "Tiền điện tử ngân hàng trung ương" của Morten Linnemann Bech và Rodney Garratt

Tiền kỹ thuật số (hoặc tiền điện tử) là tiền hoặc các tài sản tương đương tiền được lưu trữ, quản lý và trao đổi trên các hệ thống thiết bị điện tử kỹ thuật số, đặc biệt là qua mạng internet. Tiền kỹ thuật số có thể được lưu trữ trong cơ sở dữ liệu phân tán trên Internet, trong cơ sở dữ liệu máy tính điện tử, trong tệp kỹ thuật số hoặc trong thẻ có giá trị lưu trữ. Ví dụ về các loại tiền tệ kỹ thuật số bao gồm tiền mã hóa, tiền ảo, tiền tệ kỹ thuật số ngân hàng trung ương và e-Cash.
Ngân hàng Trung ương châu Âu (ECB) mô tả: tiền điện tử là giá trị tiền tệ được lưu trữ trên một thiết bị điện tử được sử dụng phổ biến để thực hiện giao dịch thanh toán cho các tổ chức khác không phải là tổ chức phát hành.
Trong khi đó, Ngân hàng Thanh toán quốc tế (BIS) định nghĩa, tiền điện tử là giá trị được lưu trữ hoặc sản phẩm trả trước, trong đó thông tin về khoản tiền hoặc giá trị khả dụng của khách hàng được lưu trữ trên một thiết bị điện tử thuộc sở hữu của khách hàng.
Các loại tiền kỹ thuật số thể hiện các đặc tính tương tự như các loại tiền khác, nhưng không có hình thức vật chất của tiền giấy và tiền xu. Không có dạng vật lý, chúng cho phép thực hiện các giao dịch gần như tức thời.
Một trong các loại tiền kỹ thuật số là tiền ảo, thường không do cơ quan chính phủ phát hành, tiền ảo không được coi là tiền giấy hợp pháp và chúng cho phép chuyển quyền sở hữu qua biên giới chính phủ. Những loại tiền tệ này có thể được sử dụng để mua hàng hóa và dịch vụ vật chất, nhưng cũng có thể bị hạn chế đối với một số cộng đồng nhất định, chẳng hạn như để sử dụng trong trò chơi trực tuyến.
Một loại tiền kỹ thuật số thường được giao dịch cho một loại tiền kỹ thuật số khác bằng cách sử dụng các chiến lược và kỹ thuật kinh doanh chênh lệch giá.
Tiền kỹ thuật số có thể được tập trung hóa, nơi có điểm kiểm soát trung tâm đối với nguồn cung tiền hoặc phi tập trung, nơi quyền kiểm soát nguồn cung tiền có thể đến từ nhiều nguồn khác nhau.

## Lịch sử
Năm 1983, một bài nghiên cứu của David Chaum đã giới thiệu ý tưởng về tiền điện tử. Năm 1990, ông thành lập DigiCash, một công ty tiền điện tử, ở Amsterdam để thương mại hóa các ý tưởng trong nghiên cứu của mình. Sau đó công ty này tuyên bố phá sản vào 1998.
Cũng trong giai đoạn những năm 90, E-Gold cũng là 1 dự án gây được tiếng vang lớn tại Mỹ, phổ biến tới mức ở thời điểm đó E-Gold xử lý tổng giao dịch có khối lượng lên tới số tiền cả tỷ USD mỗi tháng. Tuy nhiên do hạn chế về mặt bảo mật lỏng lẻo, cho nên E-Gold đã bị hacker tấn công, cũng như bị sử dụng với mục đích xấu cho nên kể từ năm 2000 E-Gold bắt đầu đi xuống và bị khai tử trong năm 2009.
Năm 2008, một lập trình viên (hoặc một nhóm lập trình viên) sử dụng tên Satoshi Nakamoto đã xuất bản một bài báo mô tả các loại tiền điện tử và năm sau đã ra mắt Bitcoin - loại tiền điện tử mà sau này được chấp nhận và sử dụng rộng rãi nhất.
Trong giai đoạn 2009 – 2010, đã có thêm gần 100 loại tiền kỹ thuật số khác được ra đời. Và cho tới năm 2020, thế giới có hơn 5400 loại tiền điện tử.

## Các hình thức của tiền điện tử
Tiền điện tử có 2 hình thức chính là pháp định và không pháp định (tiền số).

### Tiền điện tử pháp định
Tiền điện tử pháp định là dạng số hóa của tiền pháp định mà được chính phủ phát hành, để có thể dễ dàng trao đổi qua Internet. Ví dụ như VND trong ví Momo.

### Tiền ảo
Tiền ảo là một loại tiền điện tử không được kiểm soát, không được phát hành bởi Chính phủ mà thường được phát hành, quản lý và kiểm soát bởi các nhà phát hành tư nhân, nhà phát triển hoặc tổ chức sáng lập. Loại tiền này được sử dụng và chấp nhận giữa các thành viên của một cộng đồng ảo cụ thể.
Vào năm 2014, Ngân hàng trung ương Châu Âu đã định nghĩa tiền ảo là "đại diện kỹ thuật số của giá trị không phải do Ngân hàng trung ương hoặc cơ quan công quyền phát hành, cũng không nhất thiết phải gắn với tiền định danh (tiền tệ fiat), nhưng được các thể nhân hoặc pháp nhân chấp nhận như một phương tiện thanh toán và có thể được chuyển nhượng, lưu trữ hoặc giao dịch điện tử ".
Tiền ảo chỉ có sẵn ở dạng điện tử. Nó chỉ được lưu trữ và giao dịch thông qua phần mềm được chỉ định, ứng dụng di động hoặc máy tính hoặc thông qua ví điện tử chuyên dụng và các giao dịch xảy ra qua internet thông qua các mạng chuyên dụng, an toàn.

### Tiền mã hóa
Tiền mã hóa là một tài sản kỹ thuật số được thiết kế để làm việc như là một trung gian trao đổi, sử dụng mật mã để đảm bảo các giao dịch, để kiểm soát việc tạo ra các đơn vị bổ sung và để xác minh việc chuyển giao tài sản.
Tiền điện tử hoạt động dựa trên công nghệ chuỗi khối (blockchain), một hệ thống phân tán trong đó giao dịch được xác minh và lưu trữ trong các khối dữ liệu liên tiếp. Công nghệ này đảm bảo tính bảo mật và kiểm tra của các giao dịch và cho phép người dùng chuyển tiền một cách an toàn mà không cần sự can thiệp của một bên thứ ba, chẳng hạn như ngân hàng.
Tính năng đặc biệt và được cho là sức hấp dẫn chính của của tiền mã hoá là bản chất phi tập trung. Tiền mã hoá không được ban hành bởi bất kỳ tổ chức hay Ngân hàng trung ương nào, điều này khiến về mặt lý thuyết nó miễn nhiễm với sự can thiệp hoặc thao túng của Chính phủ.
Bitcoin - ra đời năm 2008 là loại tiền mã hóa đầu tiên. Cho đến nay, Bitcoin cũng chính là loại tiền mã hóa phổ biến và có giá trị nhất. Hiện nay, trên thị trường đang có tới hàng chục nghìn (hơn 20.000) loại tiền mã hóa đang được lưu thông. Giá trị khối lượng giao dịch hàng ngày của tất cả tiền mã hóa vượt quá hàng tỷ đô la. Và ước tính có tới hơn 300 triệu người dùng tiền mã hóa trên toàn thế giới. Khoảng 18.000 công ty trên khắp thế giới chấp nhận thanh toán bằng ít nhất một loại tiền mã hóa.

## Cách thức hoạt động của tiền mã hóa
Tiền mã hóa dựa trên nền tảng công nghệ dữ liệu chuỗi khối (blockchain) - một sổ cái công cộng khổng lồ liệt kê tất cả các giao dịch được xác thực bởi một hệ thống máy tính kết nối toàn cầu.
Tiền mã hóa được xây dựng dựa trên những thuật toán phức tạp, trong đó cho phép các giao dịch được thực hiện trực tiếp giữa người gửi và người nhận mà không cần có sự kiểm soát của Chính phủ, ngân hàng hay các tổ chức tài chính mà vẫn đảm bảo tính an toàn và chính xác của giao dịch.
Có thể nói, sự ra đời của tiền mã hóa đã đánh dấu bước ngoặc lịch sử về hình thức thanh toán điện tử.

## Sử dụng tiền mã hóa
Tiền mã hóa là vô hình và chỉ có thể được sở hữu và giao dịch bằng cách sử dụng máy tính hoặc ví điện tử được kết nối với Internet hoặc các mạng được chỉ định.
Giống như bất kỳ loại tiền tệ tiêu chuẩn nào, tiền mã hóa có thể được sử dụng để mua hàng hóa cũng như thanh toán dịch vụ, mặc dù chúng cũng bị sử dụng hạn chế trong một số cộng đồng trực tuyến nhất định, như các trang web trò chơi, cổng đánh bạc hoặc mạng xã hội.
Tiền mã hóa có tất cả các thuộc tính nội tại như tiền vật lý (tiền giấy, tiền xu) và chúng cho phép các giao dịch tức thời có thể được thực hiện liền mạch để thực hiện thanh toán qua biên giới khi được kết nối với các thiết bị và mạng được hỗ trợ.
Tiền mã hóa còn có thể được mua và bán trên các sàn giao dịch mở, được gọi là các sàn giao dịch tiền điện tử hoặc sàn giao dịch tiền mã hóa. Một sàn giao dịch mở cũng tương tự như một thị trường chứng khoán.
Tuy nhiên, nhiều loại tiền mã hóa hiện tại chưa thấy sử dụng rộng rãi và có thể không dễ dàng sử dụng hoặc trao đổi. Các ngân hàng thường không chấp nhận hoặc cung cấp dịch vụ cho chúng.

## Ưu điểm và nhược điểm của tiền mã hóa

### Ưu điểm
- Phí giao dịch thấp: phí giao dịch của nhiều loại tiền mã hóa hiện nay là không có phí hoặc là mức phí giao dịch rất nhỏ.[21][24]
- An toàn hơn cho người sử dụng: Các giao dịch tiền mã hóa được xác minh là an toàn, không thể đảo ngược và không chứa thông tin nhạy cảm của khách hàng. Các doanh nghiệp không cần phải lo ngại về tình trạng gian lận, không cần phải biết quá nhiều thông tin về khách hàng và đặc biệt là không cần phải dựa vào bên thứ 3 để thực hiện giao dịch mua bán như thẻ tín dụng.[21]
- Thuận tiện trong giao dịch, tự do thanh toán: khi sử dụng tiền mã hóa thì mọi người có thể gửi và nhận tiền ngay lập tức và có thể gửi với số tiền không bị giới hạn.
- Tính minh bạch cao: sử dụng công nghệ blockchain, vì vậy các thông tin liên quan đến nguồn cung tiền mã hóa đều có sẵn trên chuỗi khối cho bất cứ ai muốn xác minh và sử dụng đều có thể theo dõi.[21]
- Có tiềm năng phát triển thương mại điện tử: trong các giao dịch điện tử người ta đang có xu hướng thanh toán trực tuyến và việc sử dụng tiền mã hóa sẽ được coi là tiềm năng để chúng ta có thể phát triển thương mại điện tử trong tương lai.[25]

### Nhược điểm
- Mức độ chấp nhận còn thấp.[21][24] Một số lý do dẫn đến việc này là: 
  - Nhiều người vẫn còn quen với việc sử dụng đồng tiền của quốc gia họ.
  - Doanh nghiệp e dè và lo sợ về sự thay đổi giá trị của tiền mã hóa sau khoảng thời gian dài xuất hiện của nó.
  - Tại một số quốc gia, tiền mã hóa còn ở trạng thái bất hợp pháp.
- Lỗi giao dịch: Vì hệ thống hoạt động của tiền mã hóa là các phương trình số hóa nên không có gì đảm bảo rằng nó sẽ luôn chính xác 100%, một vài giao dịch sẽ bị lỗi trong quá trình hoạt động khi hệ thống không ổn định, hoặc do sai sót từ phía con người sẽ dẫn đến những lỗi giao dịch không mong muốn khi sử dụng tiền mã hóa.[21][24]
- Thay đổi về giá trị: Những thay đổi về giá trị của tiền mã hóa làm cho nó trở thành một canh bạc - nghĩa là bạn sẽ không biết được nó sẽ thay đổi ra sao và rất khó để dự báo giá trị của tiền mã hóa tăng hay giảm trong tương lai. Điều này dẫn đến nhiều rủi ro cho con người khi đang nắm giữ tiền mã hóa.[24]
- Có thể bị tác động bởi hệ thống an ninh mạng: vì tiền mã hóa chủ yếu hoạt động trên các thiết bị điện tử, do đó người nắm giữ tiền mã hóa có thể bị mất tiền nếu ổ cứng bị lỗi, dữ liệu bị nhiễm virus, các tập tin bị mất,... không có cách nào khôi phục được.[21][24]
- Sự an toàn của hệ thống: Có thể trở thành công cụ của hacker, tội phạm rửa tiền bởi các hệ thống giao dịch không được kiểm soát.[21]

## Quy định pháp luật Việt Nam về tiền mã hóa
Hiện tại, tính hợp pháp của tiền mã hóa vẫn còn đang là vấn đề cần cân nhắc và suy xét.
Xét về bản chất, tiền mã hóa tại Việt Nam là giá trị tiền tệ lưu trữ trên các phương tiện điện tử và được quy định tại các văn bản quy phạm pháp luật dưới hình thức là ví điện tử (do Ngân hàng nhà nước và các tổ chức cung ứng dịch vụ trung gian thanh toán cung ứng) và thẻ trả trước (do ngân hàng cung ứng) và ví di động.
Quy định tiền mã hóa nhằm phát triển các sản phẩm thanh toán cung cấp dưới dạng tiền điện tử và tạo điều kiện thuận lợi phát triển thương mại điện tử, loại trừ các thể loại tiền số, các công cụ sử dụng như phương tiện thanh toán mà không chịu sự quản lý của cơ quan quản lý...
Theo quy định của Bộ luật dân sự (BLDS) năm 2015 thì tiền số không phải là một loại tài sản và theo quy định của pháp luật tín dụng – ngân hàng thì tiền số không phải là một loại tiền và không phải là phương tiện thanh toán hợp pháp tại Việt Nam.
Theo thông báo từ Ngân hàng Nhà nước Việt Nam, kể từ ngày 1/1/2018, việc phát hành, cung ứng, sử dụng Bitcoin và các loại tiền số khác làm phương tiện thanh toán là không hợp pháp và bị cấm tại Việt Nam.
Theo đó, kể từ ngày 1/1/2018, hành vi phát hành, cung ứng, sử dụng các phương tiện thanh toán không hợp pháp (bao gồm cả Bitcoin và các loại tiền số tương tự khác) có thể bị truy cứu trách nhiệm hình sự theo quy định tại Điểm h Khoản 1 Điều 206 Bộ luật dân sự năm 2015 (đã được sửa đổi, bổ sung năm 2017). Bên cạnh đó, việc sử dụng các giao dịch liên quan đến tiền số nhằm mục đích rửa tiền còn có thể phải chịu trách nhiệm hình sự về "Tội rửa tiền" quy định tại Điều 324 Bộ luật Hình sự năm 2015, sửa đổi, bổ sung năm 2017.
Tuy nhiên, quy định không đề cập tới việc mua/bán Bitcoin trên các sàn giao dịch quốc tế, cũng như việc sở hữu tài sản Bitcoin của mỗi cá nhân, tổ chức.

## Thông qua Chính phủ ở một số nước

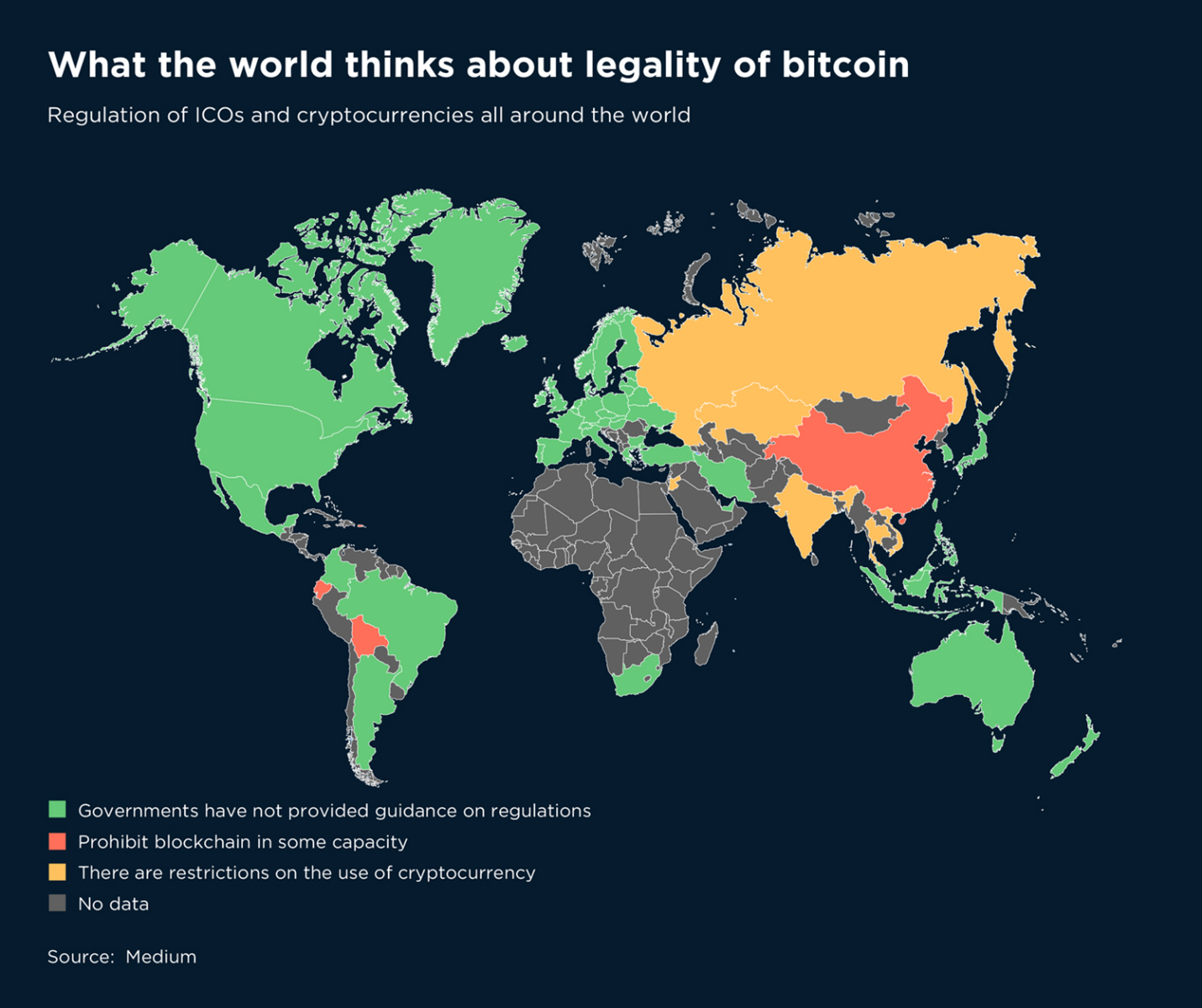
Tính pháp lý của đồng tiền số Bitcoin ở các quốc gia trên thế giới

Tính đến năm 2016, hơn 24 quốc gia đang đầu tư vào các công nghệ sổ cái phân tán (DLT) với 1,4 tỷ đô la. Ngoài ra, hơn 90 ngân hàng trung ương đang tham gia vào các cuộc thảo luận DLT, bao gồm cả ý nghĩa của việc phát triển tiền điện tử của ngân hàng trung ương - một loại tiền ở hình thức kỹ thuật số của tiền định danh được thiết lập theo quy định của Chính phủ.
- Hệ thống thẻ Octopus của Hồng Kông: ra mắt vào năm 1997 như một ví điện tử dành cho giao thông công cộng, là sự triển khai thành công và trưởng thành nhất của thẻ thông minh không tiếp xúc được sử dụng cho thanh toán vận chuyển hàng loạt. Chỉ sau 5 năm, 25% giao dịch thẻ Octopus không liên quan đến quá cảnh và được hơn 160 thương nhân chấp nhận.[33]
- Hệ thống thẻ Oyster của London Transport: Oyster là một thẻ thông minh bằng nhựa có thể giữ tín dụng trả tiền khi bạn đi, Travelcard và vé mùa xe buýt & xe điện. Thẻ Oyster có thể được sử dụng để di chuyển trên xe buýt, Tube, xe điện, DLR, London Overground và hầu hết các dịch vụ Đường sắt Quốc gia ở London.[34]
- FeliCa của Nhật Bản: là loại thẻ thông minh được thực hiện nhờ công nghệ chip IC, được sử dụng trong nhiều cách khác nhau như trong các hệ thống bán vé cho giao thông công cộng, tiền mã hóa và chìa khóa cửa cư trú.[35]
- Các Chipknip của Hà Lan: Là một hệ thống tiền mã hóa sử dụng ở Hà Lan, tất cả các thẻ ATM của các Ngân hàng Hà Lan có giá trị mà có thể được nạp qua trạm nạp Chipknip. Đối với những người không có ngân hàng, thẻ Chipknip trả trước có thể được mua tại nhiều địa điểm khác nhau ở Hà Lan. Kể từ ngày 1 tháng 1 năm 2015, thanh toán không còn có thể được thực hiện với Chipknip.[36]
- Proton của Bỉ: Một ứng dụng ví điện tử cho thẻ ghi nợ ở Bỉ. Được giới thiệu vào tháng 2 năm 1995, như một phương tiện để thay thế tiền mặt cho các giao dịch nhỏ. Hệ thống đã ngừng hoạt động vào ngày 31 tháng 12 năm 2014.[37]
- Vào tháng 3 năm 2018, Quần đảo Marshall đã trở thành quốc gia đầu tiên phát hành tiền điện tử của riêng họ và chứng nhận nó là hợp pháp; tiền tệ được gọi là "chủ quyền".[38]

### Đan Mạch
Chính phủ Đan Mạch đề xuất loại bỏ nghĩa vụ cho các nhà bán lẻ được lựa chọn chấp nhận thanh toán bằng tiền mặt, đưa đất nước đến gần hơn với nền kinh tế "không tiền mặt". Phòng Thương mại Đan Mạch đang ủng hộ động thái này. Gần một phần ba dân số Đan Mạch sử dụng MobilePay, một ứng dụng điện thoại thông minh để chuyển tiền.

### Canada
Năm 2016, các Ngân hàng trung ương Canada đã khám phá khả năng tạo ra một phiên bản của đồng nhân dân tệ trên blockchain.
Đến tháng 2/2020, Ngân hàng trung ương Canada công bố kế hoạch chi tiết cho tiền tệ điện tử của ngân hàng trung ương, bởi họ cho rằng: Nếu một hoặc nhiều loại tiền mã hóa thay thế bị đe dọa được sử dụng rộng rãi như một loại tiền thay thế cho đồng đô la Canada, thì một ngân hàng trung ương phát hành tiền điện tử sẽ giúp bảo vệ chủ quyền tiền tệ. Tuy nhiên, họ cũng nhanh chóng trấn an người dân Canada rằng tiền mặt của họ sẽ không bị lỗi thời sớm và đảm bảo rằng tiền giấy vẫn sẽ có sẵn cho những người muốn sử dụng chúng.

### Thụy Điển
Ngân hàng trung ương Thụy Điển Riksbank vào tháng 2/2020 đã thông báo bắt đầu thử nghiệm tiền e-krona điện tử, đưa nước này tới gần hơn việc thiết lập tiền điện tử của ngân hàng trung ương đầu tiên trên thế giới. Riksbank cho biết nếu e-krona được đưa vào lưu thông, nó sẽ được dùng để thúc đẩy các nghiệp vụ ngân hàng như thanh toán, gửi tiền, rút tiền từ ví điện tử. Chương trình thí điểm sẽ hoạt động trong một năm, cho đến tháng 2 năm 2021.

### Trung Quốc
Sau gần 2 năm công bố chính thức về nghiên cứu đồng Nhân dân tệ điện tử, Trung Quốc đã chính thức bắt đầu thử nghiệm thanh toán điện tử dùng tiền điện tử (gọi tắt là DCEP) từ đầu tháng 5/2020. Trước mắt, tiền điện tử được dùng để thanh toán cho các phương tiện giao thông công cộng, mua sắm tại siêu thị, cửa hàng tiện lợi, các doanh nghiệp thuộc lĩnh vực du lịch, khách sạn, sau đó sẽ mở rộng ra các thành phần khác.

### Ecuador
Một đạo luật được Quốc hội Ecuador thông qua chính phủ cho phép thanh toán bằng tiền điện tử và đề xuất việc tạo ra một loại tiền điện tử quốc gia. Trong một tuyên bố của Quốc hội: Tiền điện tử sẽ kích thích nền kinh tế; có thể thu hút nhiều công dân Ecuador, đặc biệt là những người không có tài khoản tiết kiệm hoặc kiểm tra và thẻ tín dụng. Tiền điện tử sẽ được hỗ trợ bởi tài sản của Ngân hàng trung ương Ecuador.   Vào tháng 12 năm 2015, Sistema de Dinero Electrónico (hệ thống tiền điện tử) đã được ra mắt, đưa Ecuador trở thành quốc gia đầu tiên có hệ thống thanh toán điện tử do nhà nước điều hành.

### Ấn Độ
Ngân hàng Dự trữ Ấn Độ (RBI) đã khuyến khích đổi mới trong thanh toán bằng cách cho phép các cổng thanh toán, ví điện tử, thanh toán qua ngân hàng và cuối cùng là ứng dụng thanh toán BHIM UPI. Đồng tiền Rupee điện tử được xây dựng bằng công nghệ chuỗi khối blockchain, việc sử dụng đồng tiền này sẽ tạo ra ý tưởng về hệ thống ngân hàng cốt lõi mới.

### Nga
Thống đốc tại  Ngân hàng trung ương Nga - bà Elvira Nabiullina hồi tháng 6/2019 đã nói rằng một ngày nào đó tổ chức này sẽ có thể ra mắt loại tiền điện tử của riêng mình. Bà Elvira Nabiullina cũng nói rằng rằng ngân hàng trung ương sẽ xem xét việc sử dụng một loại tiền điện tử được hỗ trợ bằng vàng để tạo điều kiện cho các khu định cư quốc tế.

### Thụy Sĩ
Năm 2016, một chính quyền thành phố lần đầu tiên chấp nhận tiền điện tử trong việc thanh toán phí trong thành phố. Thành phố Zug - Thụy Sĩ, đã thêm Bitcoin như một phương tiện thanh toán số tiền nhỏ, lên tới 200 CHF, Zug đã trở thành một khu vực đang thúc đẩy các công nghệ trong tương lai. Để giảm rủi ro, Zug đã chuyển đổi tiền điện tử Bitcoin thành tiền Thụy Sĩ. Đường sắt Liên bang Thụy Sĩ, công ty đường sắt thuộc sở hữu của chính phủ Thụy Sĩ, bán Bitcoin tại các máy bán vé của mình. Trong những năm qua, trung tâm tài chính Thụy Sĩ đã chuẩn bị cung cấp cơ sở hạ tầng dựa trên nền tảng blockchain để giao dịch các tài sản điện tử mới.
Tháng 2/2020, Nước này cũng nằm trong nhóm 6 nước tham gia thảo luận về sự phát hành tiền điện tử của ngân hàng trung ương. Nhóm nghiên cứu trên bao gồm Ngân hàng trung ương châu Âu (ECB) cùng với các ngân hàng trung ương của Nhật Bản, Canada, Anh, Thụy Điển và Thụy Sĩ.

### Hàn Quốc
Ngày 6/4/2020, Ngân hàng trung ương Hàn Quốc (BoK) thông báo đã triển khai chương trình thí điểm đồng tiền điện tử do ngân hàng này phát hành.  Chương trình thử nghiệm được triển khai vào tháng 4/2020 và sẽ kết thúc trước cuối năm 2020, nhằm kiểm tra các năng lực phát hành tiền số của Ngân hàng trung ương Hàn Quốc. Qua chương trình này, Ngân hàng trung ương Hàn Quốc sẽ xác định và đánh giá những công nghệ cũng như quy định pháp lý cần thiết để tạo và đưa vào lưu hành một đồng tiền điện tử mới. Chương trình sẽ diễn ra đến tháng 12 năm 2021 để kiểm tra các yêu cầu kỹ thuật và pháp lý.

### Anh
Ngân hàng Anh (BoE) nhận định hiện ngân hàng cung cấp tiền vật chất dưới dạng tiền giấy, có thể được sử dụng bởi các hộ gia đình và doanh nghiệp để thanh toán. Bên cạnh đó, ngân hàng cũng cung cấp tiền điện tử, nhưng điều này chỉ có thể được sử dụng bởi các ngân hàng và các tổ chức tài chính được chọn. Ngân hàng Anh sẽ phát hành một loại tiền điện tử của ngân hàng trung ương, có sẵn cho tất cả các hộ gia đình và doanh nghiệp. Điều này sẽ cho phép mọi người thực hiện thanh toán điện tử bằng tiền điện tử của ngân hàng trung ương.
Tháng 3/2020, Ngân hàng Anh đã phát hành một bài thảo luận về cách các loại tiền kỹ thuật số có thể được giới thiệu và sử dụng ở nước này. Ngân hàng Anh đang cân nhắc nghiêm túc những ưu và nhược điểm của việc phát hành một loại tiền điện tử của ngân hàng trung ương có mệnh giá bằng bảng Anh. Ngân hàng Anh công nhận rằng một bảng Anh điện tử có thể gây bất ổn cho hệ thống ngân hàng hiện tại.

### Hà Lan
Trong một bản báo cáo dài 45 trang được công bố hôm 21/4/2020, Ngân hàng Hà Lan cho biết họ có đủ điều kiện để phát triển và thử nghiệm đồng Euro điện tử. Ngân hàng này nói rằng họ muốn xây dựng một nền tảng đi đầu trong việc phát triển các loại tiền điện tử của ngân hàng trung ương thuộc Liên minh châu Âu.